# Babatunde Olumuyiwa
Babatunde "Tunde" Olumuyiwa (nacido el 31 de enero de 1992 en Freetown, Sierra Leona) es un jugador de baloncesto sierraleonés. Con una altura oficial de 2,05 metros, puede jugar en las posiciones de pívot o ala-pívot en las filas del Covirán Granada de la Liga Endesa.

## Trayectoria
Formado académica y deportivamente en la Universidad de Carolina del Sur Upstate, formó parte de la plantilla de los Spartans durante su período universitario (2010 a 2014), disputando la Division I de la NCAA. Terminó el ciclo con promedios de 5 puntos y 3,4 rebotes.
Inició su carrera profesional en la temporada 2014/15 en la Liga de Desarrollo de México jugando para los Cerveceros de Meoquí. En la temporada 2015/16 recala en las filas del CB Clavijo, participante en la Liga LEB Oro española. En dicha campaña obtuvo unos promedios de 8,8 puntos, 6,1 rebotes y un tapón por encuentro, registros que le valieron para renovar en 2016/17 con el club riojano. En 2017/18 firmó con el Albacete Basket de LEB Plata, club con el que logró alcanzar las semifinales de los Playoffs de ascenso, contribuyendo a ello decisivamente con medias de 11,2 puntos, 6,8 rebotes y 1,1 tapones por partido y siendo uno de los jugadores más destacados de la competición.
En agosto de 2018, se compromete con el Real Betis Energía Plus para jugar en Liga LEB Oro durante una temporada, refuerza al conjunto sevillano para intentar devolverlo a la Liga ACB, lo cual logra. Tunde contribuyó disputando 34 partidos con promedios de 3,8 puntos y 2,5 rebotes en 15 minutos por encuentro.
Durante la temporada 2019-20, disputa la Liga LEB Oro con B the travel brand Mallorca Palma en el que promedia 4,2 puntos y 6,5 rebotes por partido para un 9,5 de valoración.
En junio de 2020, se compromete con el Bàsquet Club Andorra de la Liga Endesa para reforzar al club andorrano en la disputa de los play-offs de la liga.
El 29 de julio de 2022, firma por el Bàsquet Manresa en la Liga Endesa.
El 24 de julio de 2023, firma por el Yokohama Excellence en la B.League.
El 4 de diciembre de 2024, firma por el Bàsquet Club Andorra en la Liga Endesa.
El 8 de enero de 2025, regresa al Real Betis Baloncesto en la Primera FEB.
El 14 de julio de 2025, fichó por el Covirán Granada de la Liga Endesa.